# Maria Goretti
Maria Teresa Goretti (Corinaldo, 16 de outubro de 1890 – Nettuno, 6 de julho de 1902) foi uma jovem católica italiana. É conhecida por ter se defendido durante uma tentativa de estupro, fato pelo qual é venerada como santa e mártir no catolicismo.

## Vida

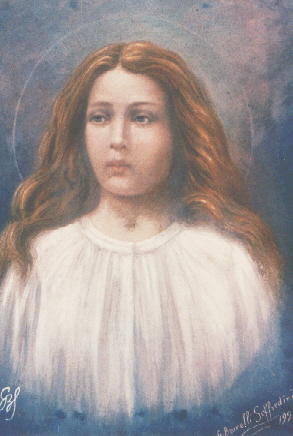
Pintura de Maria Goretti

Maria Teresa Goretti nasceu em Corinaldo, província de Ancona, Itália. Era filha de um pobre casal de agricultores, Luigi Goretti e Assunta Carlini, e a terceira de sete filhos. Suas irmãs chamavam-se Teresa e Ersilia; seus irmãos eram Angelo, Sandrino, Mariano e Antônio (natimorto).
A vida da jovem Maria, até o seu assassinato, não foi diferente da dos filhos de muitos trabalhadores rurais que tiveram que deixar suas terras para buscar sustento em outros lugares: analfabetismo, desnutrição e trabalho pesado desde a infância.  

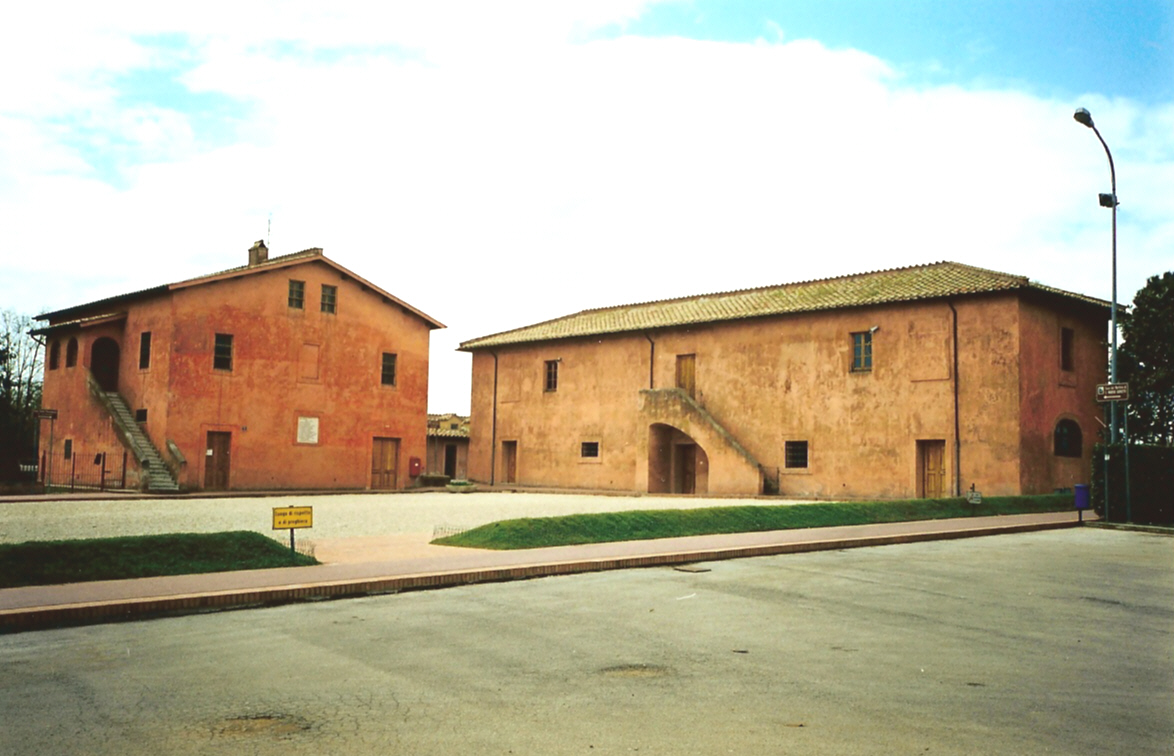
"La Cascina Antica", a casa de Maria Goretti (à direita), atualmente aos cuidados dos Passionistas

Aos 6 anos sua família foi forçada a deixar a fazenda e trabalhar para outros fazendeiros, para poder se sustentarem. Em 1899, mudaram-se para Le Ferriere, próximo da cidade de Latina, depois para Nettuno, no Lácio, onde viviam no prédio conhecido como "La Cascina Antica", partilhado com a família Serenelli, cujo filho Alessandro Serenelli viria a matá-la, três anos depois.
O pai de Maria contraiu malária e morreu quando esta tinha apenas nove anos, em 6 de maio de 1900. Enquanto seus irmãos, mãe e irmãs mais velhas trabalhavam nos campos sob condições sub-humanas, Maria cozinhava, limpava a casa e cuidava de sua irmã menor. Era uma vida extremamente difícil e miserável, mas a família estava sempre próxima, compartilhando um profundo amor por Deus e sua fé.

## Martírio

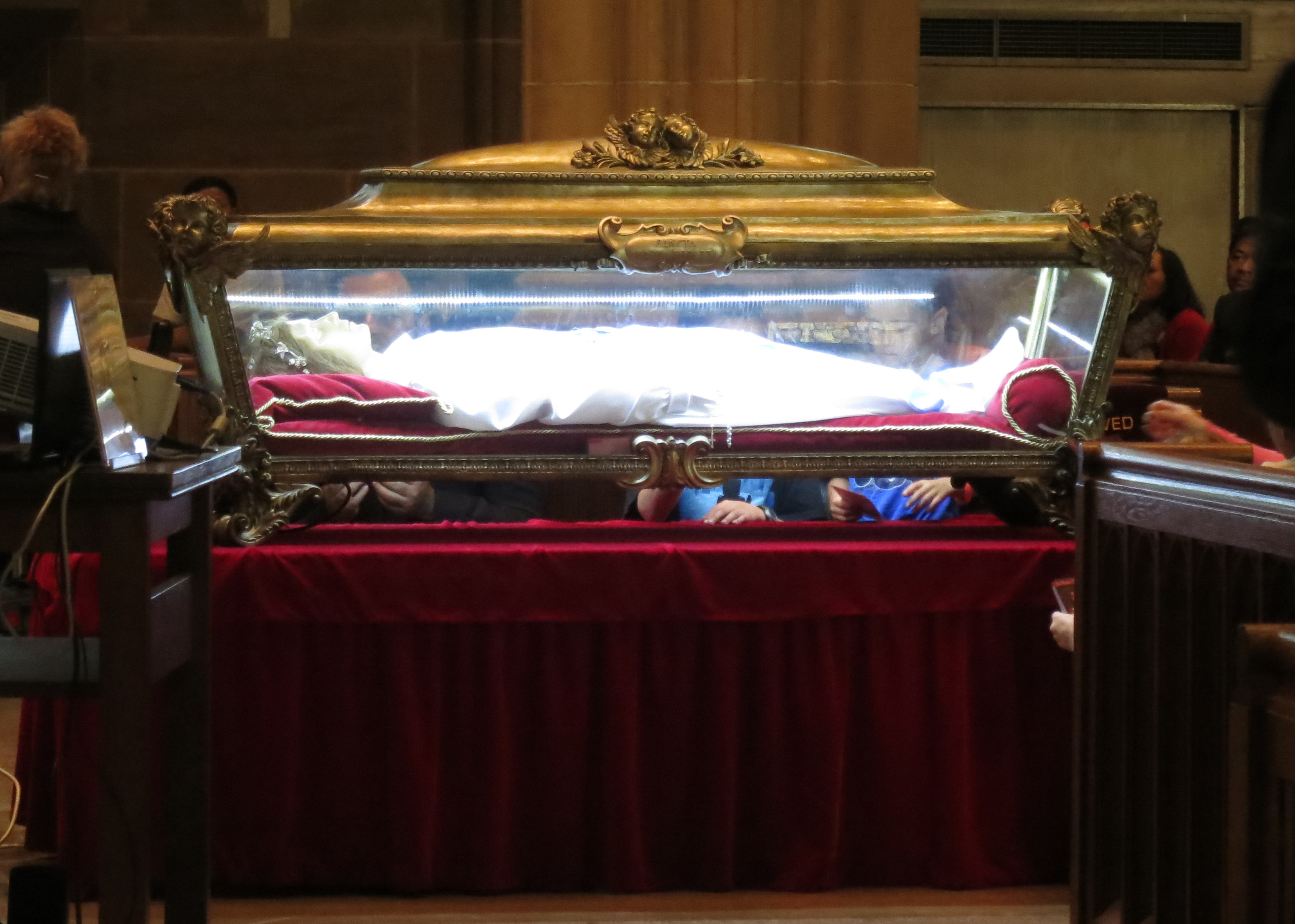
Suas relíquias expostas na Catedral de São José em Columbus, Estados Unidos

Em 5 de julho de 1902, Alessandro, então com 20 anos, encontrou a menina de 11 anos costurando, sozinha em casa. Ele entrou e a ameaçou de morte se ela recusasse a ter relações sexuais com ele. A intenção era estuprá-la, porém, ela não se submeteu e, mesmo após as investidas do rapaz ardente do desejo lascivo, manteve-se resoluta em não pecar contra a castidade. Agarrada à força, ajoelhou-se, protestando que seria um pecado mortal e advertiu Alessandro de que a alma dele poderia ir para o inferno se consumasse o ato de fornicação. Como ele não cedia, ela desesperadamente lutou para evitar o estupro, e gritava "Não! É um pecado! Deus não gosta disto!". Alessandro primeiro tentou controlá-la, mas como ela insistia que preferia morrer a perder sua inocência, pureza e decência, ele a apunhalou 11 vezes. Ferida, Maria tentou alcançar a porta, mas ele a agarrou e deu mais três punhaladas, antes de fugir.    
Em 2002 o jornalista Noel Crusz escreveu o livro "Maria Goretti-Saint under siege" ("Maria Goretti-Santa sob assédio"), baseado em entrevistas de Alessandro Serenelli e de Ersilia, uma irmã de Maria, feitas em 1952, adiciona novos detalhes: em 5 de Julho de 1902, às 15h00 horas, Serenelli que insistentemente pedia favores sexuais à menina, aproximou-se. Ela estava cuidando de sua irmã menor, na casa da família. Ele a ameaçou com uma adaga de quase 30 centímetros. Quando Maria recusou, como sempre fazia, ele deu-lhe 14 facadas. Os ferimentos atingiram a garganta, coração, pulmões e diafragma. Os cirurgiões no hospital ficaram surpresos que ela ainda estivesse viva. Na presença do chefe de polícia, Maria disse a sua mãe que Alessandro já havia tentado estuprá-la duas vezes mas que ela não contara a ninguém porque ele a ameaçara de morte.
A irmã menor de Maria acordou com o barulho e começou a chorar. Ao acorrerem, o pai de Alessandro e Assunta viram Maria a sangrar e levaram-na para o hospital em Netuno, onde foi operada sem anestesia. Porém, os ferimentos estavam além da capacidade dos médicos. Durante a cirurgia, Maria recobrou os sentidos e insistiu que preferia ficar acordada. O farmacêutico do hospital respondeu: "Maria, quando estiveres no céu, pense em mim". Ela olhou para o homem e disse: "Mas quem sabe qual de nós chegará primeiro ao céu?". Ele respondeu: "Você, Maria". "Então ficarei feliz em pensar em você". No dia seguinte, ela perdoou seu agressor e afirmou que gostaria de encontrá-lo no Céu. Morreu vinte horas após o ataque enquanto olhava uma bela pintura da Virgem Maria. Inspirada em suas mestras Santa Cecília e Santa Inês, aceitou o martírio piedosamente. 
A morte ocorreu devido a septicemia após a cirurgia. O funeral foi celebrado em 8 de julho de 1902 na capela do hospital, e o corpo da adolescente foi enterrado no cemitério municipal. O relatório da autópsia revelou: Teresa morreu aos 11 anos de idade, tinha 1,38 m de altura e aparentava estar visivelmente abaixo do peso, além de apresentar sintomas de malária avançada.
A devoção à Maria Goretti se espalhou entre as camadas mais humildes da população, especialmente as rurais, pertencente ao mesmo mundo em que a pequena mártir havia crescido. O próprio regime fascista tentou aproveitar a devoção popular para favorecer o nascimento de um ícone local caro aos camponeses dos pântanos recuperados. Mesmo após a queda do fascismo e da dinastia Sabóia, nos anos cinquenta, a imagem de Maria Goretti permaneceu popular mesmo entre os não-católicos, a tal ponto que o líder comunista Enrico Berlinguer apontou para a coragem e tenacidade da santinha como um exemplo imitar para os jovens militantes comunistas. Em 1953, o líder do Partido Comunista Italiano Palmiro Togliatti propôs Maria Goretti como modelo de vida para os jovens membros comunistas da FGCI, a Federação da Juventude Comunista Italiana. 
A partir dos anos setenta, em um período de afirmação do feminismo, a figura de Maria Goretti gradualmente perdeu popularidade na Itália, porque consideram Goretti ligada à visão tradicional das mulheres, que devem ser castas, modestas e recatadas, dedicadas ao trabalho do lar.

## Prisão e arrependimento de Serenelli
Alessandro Serenelli era filho de agricultores, proveniente de família simples como a da vítima e de todos os demais agricultores daquela região italiana. Após atacar Maria Goretti, ele foi preso e levado à julgamento, onde confessou ter preparado a arma e decidiu usá-la se a menina resistisse a ele. Também confessou que a decisão de matar Maria foi parcialmente motivada pelo desejo de escapar da vida intolerável nos campos, na crença de que a vida na prisão era preferível ao trabalho degradante e da miséria em que vivia. É possível que o jovem Alessandro, vindo de uma família na qual numerosos membros haviam mostrado sinais de desequilíbrio mental, sendo ele filho de um pai alcoólatra, encontrasse-se realmente impotente e mortalmente preterido ante a vítima, uma vez que ele percebeu que não poderia consumar seus desejos com a menina.
Inicialmente, seria condenado à prisão perpétua, mas como era menor, a sentença foi comutada para 30 anos na prisão. Ele manteve-se isolado do mundo por três anos, sem demonstrar arrependimento algum pelo ocorrido. Até o bispo local, Monsenhor Giovanni Blandini visitá-lo na cadeia. Serenelli escreveu uma nota de agradecimento ao bispo, pedindo que o incluísse em suas orações e contando sobre um sonho que tivera, onde a santa lhe alcançava flores, que se queimavam imediatamente em suas mãos.
Após sair da prisão, visitou a mãe de Maria, Assunta, e implorou seu perdão. Ela respondeu que se a filha lhe havia perdoado em seu leito de morte, ela não poderia fazer diferente. No seguinte, ambos foram juntos à Santa Missa, recebendo a Eucaristia lado a lado. Ele foi aceito na Ordem dos Frades Menores Capuchinhos, vivendo em um monastério e trabalhando como recepcionista e jardineiro até morrer tranquilamente em 1970. Referia-se a Maria como "sua pequena santa" e esteve presente na sua canonização.

## Beatificação e Canonização

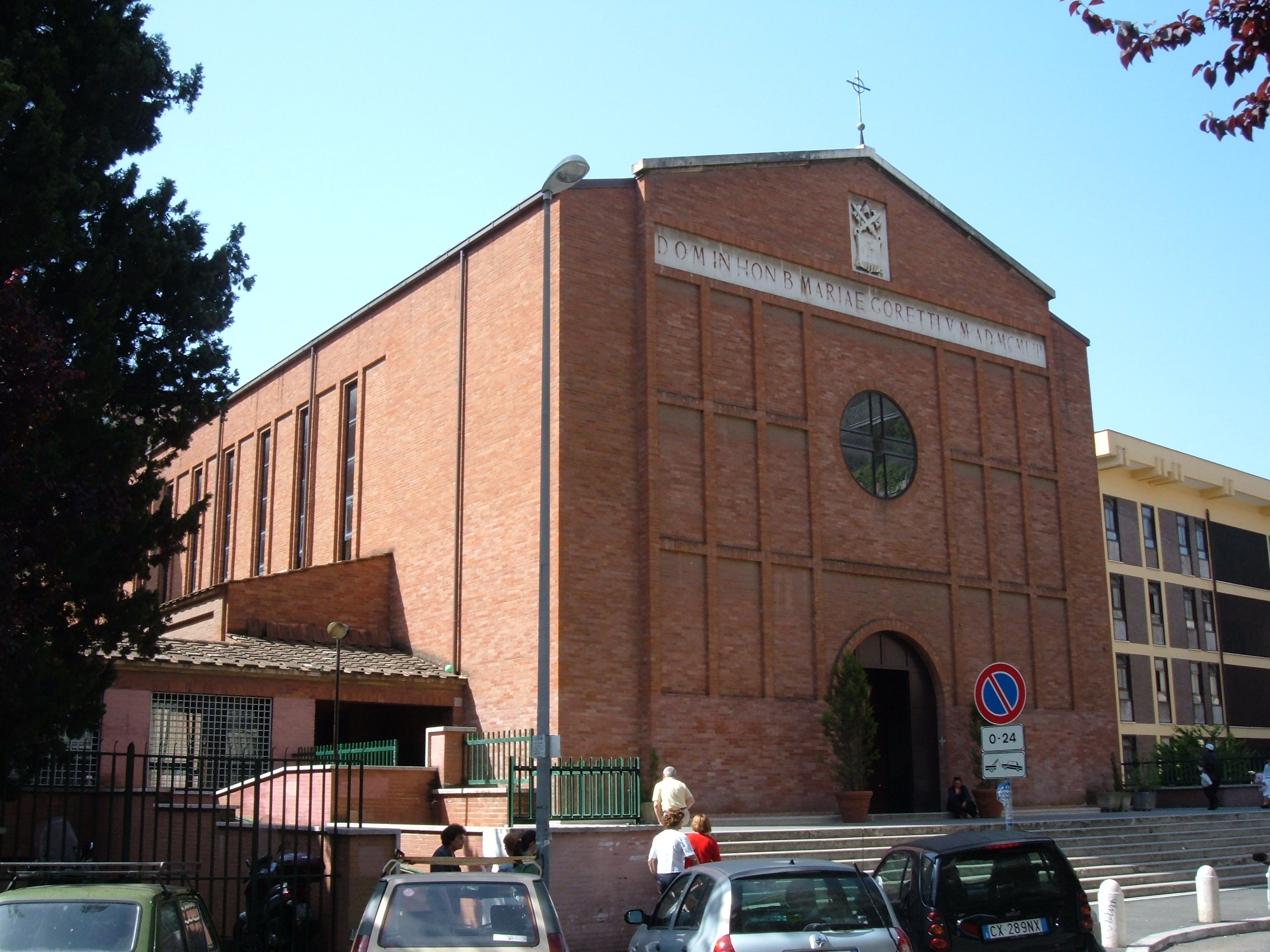
Santuário de Nossa Senhora das Graças e Santa Maria Goretti, Roma

Em 27 de abril de 1947, o Papa Pio XII celebrou a cerimônia de beatificação na Basílica de São Pedro, no Vaticano. Ao final da celebração, o papa caminhou até Assunta, mãe de Maria Goretti. "Quando eu vi o Papa vindo na minha direção, eu rezei, Nossa Senhora, por favor me ajude. Ele colocou sua mão na minha cabeça e disse, abençoada mãe, feliz mãe, mãe de uma abençoada por Deus". Ambos tinham lágrimas nos olhos.
Três anos após, em 24 de junho de 1950, Pio XII a canonizou e se referiu a ela como "a Santa Inês do século XX". Assunta estava presente na cerimónia, junto com os quatro irmãos e irmãs ainda vivos. Segundo algumas fontes, ela foi a primeira mãe a estar presente na canonização de seu filho. Mas, talvez, seja a segunda, pois a mãe de São Luiz Gonzaga talvez tenha estado presente na sua canonização. Alessandro Serenelli, o assassino, também estava presente na celebração.  
A celebração foi realizada na Praça de São Pedro, em frente à basílica. Uma multidão de 500 mil pessoas assistiu à celebração, na sua maioria jovens, vindos de vários países do mundo. O Papa perguntou a eles: "Jovens, prazer ao olhos de Jesus, vocês estão determinados a resistir a todos os ataques à castidade com a ajuda da graça de Deus?". A resposta foi um grande "sim". 
Os três irmãos contaram que Maria Goretti interveio miraculosamente nas suas vidas. Angelo ouviu sua voz orientando-o a emigrar para a América. Sandrino recebeu uma quantia de dinheiro para pagar sua viagem aos EUA, de maneira inesperada. Faleceu em 1917, ao lado do irmão Angelo. Este, por sua vez, faleceu em 1964, quando retornou para a Itália. O terceiro irmão, Mariano, enquanto lutava na I Grande Guerra, recebeu ordens de abandonar a trincheira e atacar. Neste momento, teve uma visão de Maria Goretti dizendo-lhe para desobedecer e permanecer na trincheira. De todo batalhão, ele foi o único a salvar-se.
Seu corpo é mantido em uma cripta na Basílica de Nossa Senhora das Graças e Santa Maria Goretti em Nettuno, sul de Roma. Nenhuma foto de Maria Goretti era conhecida até 2017, quando a revista italina Famiglia Cristiana, depois de longos anos de meticulosa investigação, afirmou tê-la encontrado.

## Devoção

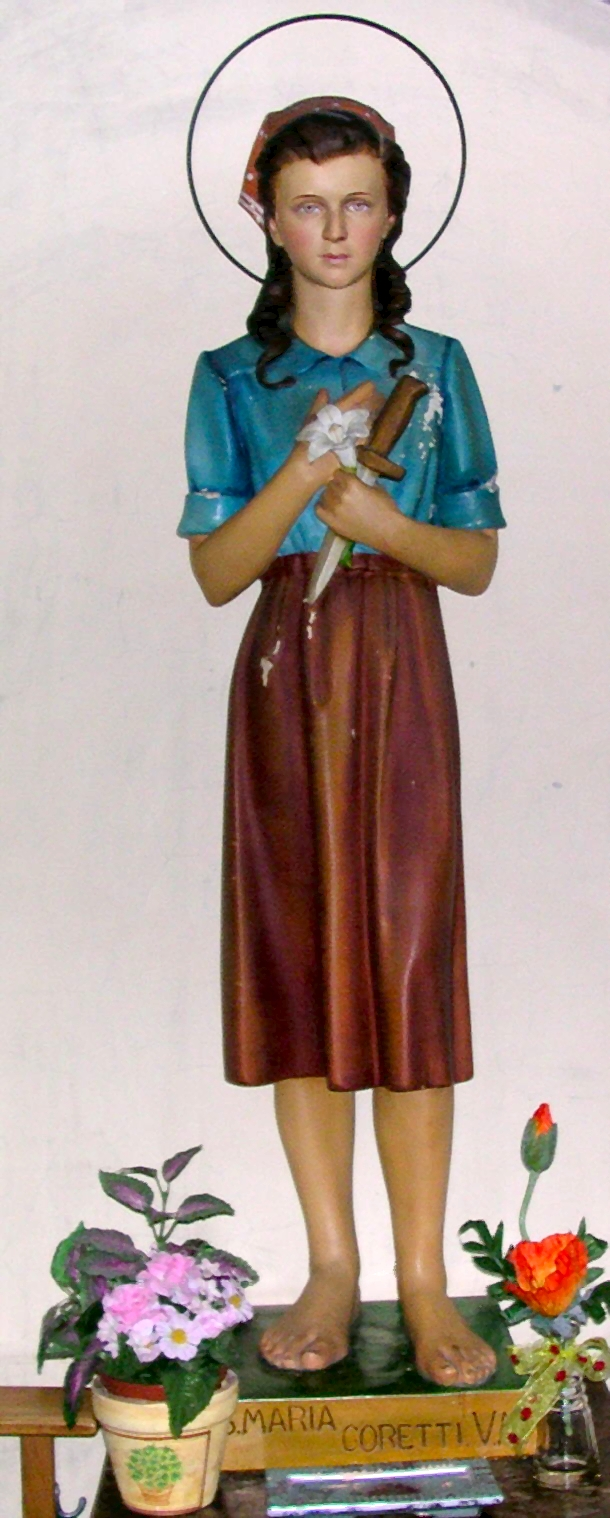
Uma estátua belga de Maria Goretti, com atributos de camponesa e de seu martírio

A festa litúrgica de Maria Goretti é celebrada em 6 de julho pela Igreja Católica. Maria é a padroeira da castidade, vítimas de estupro, juventude, pobreza, pureza e perdão. É representada como uma menina da cabelo ondulados, em roupas simples, carregando lírios, tradicional sinal de pureza na iconografia católica. Também pode estar trajando vestes brancas. 
Há várias igrejas, capelas e paróquias dedicadas à santa. Sua devoção se espalhou quase que instantaneamente após a canonização. No Brasil, a primeira comunidade dedicada a Santa Maria Goretti surgiu em Belo Horizonte, Minas Gerais, no dia 5 de outubro de 1950 tendo a capela criada após. Como outras igrejas dedicada a ela é a Capela de Santa Maria Goretti, em Currais Novos, Rio Grande do Norte, fundada em 1952. Em setembro de 1992, na cidade paulista de São José do Rio Preto, foi fundada a Capela Santa Maria Goretti. Em Maringá, no Paraná, a Paróquia Santa Maria Goretti foi fundada no dia 3 de setembro de 1964 por Dom Jaime Luiz Coelho, então arcebispo de Maringá. Na cidade de Guarulhos, São Paulo, no bairro dos Pimentas, também foi edificada uma capela em homenagem à Maria Goretti. Em Belém, a Paróquia Santa Maria Goretti foi erigida por Dom Alberto Gaudêncio Ramos, então arcebispo de Belém, no dia 15 de maio de 1983.
Em 2019, a Paróquia de Santa Teresinha do Menino Jesus, em Botucatu, recebeu uma relíquia de Santa Maria Goretti para a veneração dos fiéis do santuário italiano, onde ela está sepultada.